# Riflessi di me
Riflessi di me — дебютный студийный альбом итальянской певицы и композитора Франчески Микьелин, выпущенный 2 октября 2012 года на лейбле Sony Music.

## Об альбоме
31 августа 2012 в ротациях радиостанций появляется сингл “Sola”, который анонсировал выход дебютного альбома Франчески. Активное участие в подготовке и записи альбома приняла певица Элиза и её муж Андреа Ригонат.

## Список композиций
| №   | Название               | Автор(ы) | Длительность |
| --- | ---------------------- | --- | ------------ |
| 1.  | «Sola»                 | Слова: Roberto Casalino – музыка: Элиза | 4:00         |
| 2.  | «Arcobaleni»           | Matteo Valicelli, Emma Rohan, Ashley Howes, Jez Ashurst, Richard Frederick Stannard, Charlotte Hamson, Natalie Hamson, Laura Brophy, Katie Taylor, Rachel Alderson | 3:37         |
| 3.  | «Quello che vorrei»    | Слова: Roberto Casalino – музыка: Франческа Микьелин | 4:02         |
| 4.  | «Mai più»              | Matteo Valicelli | 3:20         |
| 5.  | «Se cadrai»            | Слова: Carlo Bonazza – музыка: Элиза | 3:46         |
| 6.  | «Tutto quello che ho»  | Слова: Элиза – музыка: Gianluca Ballarin, Tyneshia Le Blanc | 3:46         |
| 7.  | «Distratto»            | Слова: Элиза, Roberto Casalino – музыка: Элиза | 4:12         |
| 8.  | «Il più bel abbraccio» | Roberto Casalino, Michael Busbee, Kevin Griffin, Joy Megan | 4:03         |
| 9.  | «Riflessi di me»       | Слова: Virginio Simonelli,Франческа Микьелин – музыка: Элиза | 3:38         |
| 10. | «Honey Sun»            | Франческа Микьелин | 5:31         |
| 11. | «Non mi dire»          | Элиза | 3:37         |
| 12. | «Un nuovo nome»        | Ermal Meta | 3:58         |
| 13. | «Indelebile»           | Слова: Mario Cianchi – музыка: Элиза | 3:30         |

| №   | Название                            | Автор(ы)                                                     | Длительность |
| --- | ----------------------------------- | ------------------------------------------------------------ | ------------ |
| 14. | «Honey Sun (Swing Mix)»             | Франческа Микьелин                                           | 4:17         |
| 15. | «Riflessi di me (Acoustic Version)» | Слова: Virginio Simonelli,Франческа Микьелин – музыка: Элиза | 3:22         |

## Участники записи
- Франческа Микьелин — вокал
- Max Gelsi  — бас-гитара
- Francesco Cainero – бас-гитара
- Andrea Fontana – ударные, перкуссия
- Carlo Bonazza – ударные
- Andrea Rigonat – электрогитара, акустическая гитара, программирование
- Christian "Noochie" Rigano - клавишные, синтезатор, программирование
- Cristiano Norbedo – клавишные, синтезатор, программирование
- Gianluca Ballarin – клавишные, фортепиано, орган Хаммонда, родес-пиано
- Simone Bertolotti – клавишные
- Элиза – фортепиано

## Чарты
| Чарт (2011)   | Максимальная позиция |
| ------------- | -------------------- |
| FIMI (Италия) | 4                    |